# Friedrich Pirrung
Friedrich Pirrung (* 3. März 1886 in Edenkoben; † nach 1948) war ein deutscher Landrat.

## Leben
Nach dem Besuch des Gymnasiums am Dom in Speyer und dem Abitur am Gymnasium in Landau an der Isar absolvierte Friedrich Pirrung ein Studium der Rechtswissenschaften an der Julius-Maximilians-Universität Würzburg, der Ludwig-Maximilians-Universität München, der Humboldt-Universität zu Berlin und der Ruprecht-Karls-Universität Heidelberg, legte die erste juristische Staatsprüfung ab und leistete den dreijährigen Vorbereitungsdienst (Referendariat). 1912 folgte das Große juristische Staatsexamen in Speyer mit anschließender Tätigkeit als juristischer Hilfsarbeiter bei einem Rechtsanwalt in Landau. Bevor er zum 1. November 1918 Assessor beim Bezirksamt Wolstein wurde, war er beim Grundbuchamt München, beim Amtsgericht Kronach und als Akzessist bei der Regierung von Oberbayern beschäftigt. Am 1. November 1926 erhielt er Titel und Rang eines Regierungsrats und wurde am 1. September 1934 zum Bezirksamtsvorstand (ab 1939 Landrat) des Bezirksamtes Scheinfeld (ab 1939 Landkreis Scheinfeld) ernannt. Pirrung war zum 1. Mai 1933 in die NSDAP eingetreten (Mitgliedsnummer 3.272.879) und dort Kreisrechtsamtsleiter in Scheinfeld. Zudem war er Mitglied der SA. Er wurde im August 1942 zum Oberpräsidium der Rheinprovinz abgeordnet und im Januar 1944 als Oberregierungsrat in die allgemeine preußische Verwaltung übernommen. 
Am 9. Juni 1945 wurde er seines Amtes enthoben und bis zum 16. Juni 1947 interniert. Im Entnazifizierungsverfahren wurde er von der Spruchkammer Moosburg als Minderbelastet, im Berufungsverfahren als Mitläufer eingestuft. So konnte er 1948 wieder in den Dienst eingestellt werden, bei gleichzeitiger Versetzung in den Ruhestand. 